# Arianops parki
Arianops parki är en skalbaggsart som beskrevs av Barr 1974. Arianops parki ingår i släktet Arianops och familjen kortvingar. Inga underarter finns listade i Catalogue of Life.